# مونوپولی (ترانه)
«مونوپولی» (به انگلیسی: Monopoly) ترانه‌ای از خواننده‌های اهل ایالات متحده آمریکا آریانا گرانده و ویکتوریا مونت، که در ۱ آوریل ۲۰۱۹ ازطریق ریپابلیک رکوردز منتشر شد. موزیک ویدیو ترانه در تاریخ ۳۰ مارس ۲۰۱۹ در Mohegan Sun که در ساعتهای منتهی به کنسرت برنامه‌ریزی شده در آن شب ضبط شده بود، در کنار تک آهنگ منتشر شد و آلفردو فلورس و ریکی آلوارز کارگردانی آن را بر عهده داشتند.
«مونوپولی» در پنجمین آلبوم استودیویی گرانده ممنون، بعدی (۲۰۱۹) به همراه ترانه جدید «۷ حلقه» با تو چینز که در نسخه لوکس ژاپنی گنجانده شده بود، منتشر شد. ترانه در یونان و اسرائیل به ۵ رتبه برتر و در ایرلند، ژاپن و نیوزیلند به ۲۰ برتر رسید. این ترانه را در برخی از نمایش‌های تور جهانی شیرین‌کننده اجرا شد.